# Aquilinae
Sous-famille
Les Aquilinae forment une sous-famille d'oiseaux rapaces de la famille des Accipitridae. Cette sous-famille regroupe la plupart des espèces appelées communément « aigles » “véritables”, lesquels possèdent des pattes emplumées jusqu'à leur base (jusqu'aux serres). 
Le fait de porter des plumes sur l'ensemble de la patte est un caractère phénotypique distinctif des Aquilinae par rapport à d'autres genres de rapaces diurnes appartenant comme eux à la famille des Accipitridae (mais pas à leur sous-famille), et qui ont pourtant parfois le mot « aigle » dans leur appellation commune, comme par exemples « l'Aigle pêcheur » (qui est en fait un pygargue à tête blanche du genre Haliaeetus) ou le Pithécophage des Philippines (« Aigle des singes ») ou encore la Harpie de Nouvelle-Guinée (anciennement « Aigle de Nouvelle-Guinée ») : ceux-ci ne portent des plumes que sur le haut de leurs pattes, ce qui est aussi le cas d'autres rapaces diurnes du même ordre des Accipitriformes comme le Vautour fauve ou le grand Condor des Andes. 
Mais ce caractère distinctif n'est pas un critère discriminant, car il ne fonctionne que dans un seul sens (il n'est pas biunuivoque) : en effet d'autres rapaces, notamment des rapaces nocturnes comme diverses chouettes Effraies (ordre des Strigiformes, famille des Tytonidae, sous-famille des Tytoninae), portent aussi des plumes sur la totalité de leur patte ; donc tous les Aquilinae ont les pattes totalement emplumées, mais il existe des oiseaux aux pattes entièrement emplumées qui ne font pas partie des Aquilinae.     
Le nom vernaculaire anglais utilisé pour les membres de cette sous-famille des Aquilinae est de ce fait Booted eagles ce qui signifie « aigles bottés » (parce qu’ils ont en effet des plumes sur leurs pattes entières et semblent porter des “bottes”). Mais, en français, cette appellation est le nom commun d'une espèce membre de la même sous-famille, à savoir Hieraaetus pennatus, dont le nom vernaculaire est « Aigle botté ». Selon la dernière version du répertoire des Noms français normalisés des oiseaux du monde, le terme « aigle botté » ne s'applique qu'à cette espèce. Donc, selon le contexte, ce terme ambigu désigne soit la sous-famille des Aquilinae (notamment dans le cas de textes directement traduits de l'anglais), soit l'espèce de l'Aigle botté proprement dite.
Dans le passé, cette sous-famille était considérée comme faisant partie de la famille des Buteoninae (communément appelés buses) probablement en raison de certaines caractéristiques morphologiques partagées. Cependant, la recherche sur l'ADN des espèces concernées a permis d'établir la phylogénie de celles-ci grâce à l'étude des séquences nucléiques de deux gènes mitochondriaux et cinq gènes nucléaires. Ces recherches montrent que l'ensemble de ces espèces forme un groupe monophylétique qui s’est probablement séparé depuis des millions d'années des autres formes existantes d'Accipitridae,,.

## Liste des genres
- Aquila Brisson, 1760
- Clanga Adamowicz, 1858
- †Harpagornis Haast, 1872
- Hieraaetus Kaup, 1844
- Ictinaetus Blyth, 1843
- Lophaetus Kaup, 1847
- Lophotriorchis Sharpe, 1874
- Nisaetus Hodgson, 1836
- Polemaetus Heine, 1890
- Spizaetus Vieillot, 1816
- Stephanoaetus Sclater, 1922